# حصار قدیم
حصار قدیم مربوط به دوره قاجار است و در شهرستان رفسنجان، خیابان بنفشه واقع شده و این اثر در تاریخ ۲۷ اسفند ۱۳۸۷ با شمارهٔ ثبت ۲۶۲۴۵ به‌عنوان یکی از آثار ملی ایران به ثبت رسیده است.